# Drosselfels-Schwarzfels
Das Naturschutzgebiet Drosselfels-Schwarzfels liegt im Donnersbergkreis in Rheinland-Pfalz.
Das 20,50 ha große Gebiet, das im Jahr 1955 unter Naturschutz gestellt wurde, erstreckt sich westlich der Kernstadt von Kirchheimbolanden.
Direkt am nordwestlichen Rand des Gebietes verläuft die Landesstraße L 386. Unweit südlich fließt der Gutleutbach.